# Mont Risoux
Mont Risoux – długi masyw górski w centralnej części gór Jura, wzdłuż którego na znacznym odcinku biegnie granica francusko-szwajcarska. Kulminuje w niewybitnym szczycie zwanym Le Gros Crêt (1419 m n.p.m.).

## Położenie
Mont Risoux należy do tzw. Wysokiego Pasma (fr. Haute Chaine), nazywanego też Jurą Wewnętrzną. Ciągnie się od okolic Les Rousses (już we Francji) na południowym zachodzie po przełęcz Col du Mont d'Orzeires (1061 m n.p.m.) (nad Vallorbe) na północnym wschodzie. Oddziela wysoko usytuowaną dolinę Joux (dolina Orbe) po stronie południowo-wschodniej (w większości szwajcarskiej) od równie wysoko biegnących dolin Doubs i Saine na północnym zachodzie, po stronie francuskiej.
Mont Risoux znajduje się w głównym europejskim dziale wodnym między Morzem Północnym a Morzem Śródziemnym. Wody rzeki Orbe, odwadniającej dolinę Joux, spływają przez Aare do Renu, natomiast Doubs i Saine zmierzają do Rodanu.
Wzdłuż Mont Risoux biegnie granica pomiędzy francuskim regionem Burgundia-Franche-Comté a szwajcarskim kantonem Vaud. Część francuska należy do departamentów Doubs i Jura, zaś część szwajcarska – do dystryktu Jura-Nord vaudois.

## Charakterystyka
Mont Risoux buduje jedna z potężnych antyklin łańcucha Jury, której dość wyrównany grzbiet przebiega prawie w całości na wysokości powyżej 1200 m n.p.m., a jej kulminacja nieznacznie przekracza 1400 m n.p.m. Długość masywu wynosi ok. 35 km, szerokość do ok. 10 km. Punkt kulminacyjny, leżący na granicy między francuskim departamentem Doubs a kantonem Vaud, nosi nazwę Le Gros Crêt (1419 m n.p.m.). Od strony północno-wschodniej masyw Mont Risoux ogranicza uskok Pontarlier, zaś od strony południowo-zachodniej uskok Morez. Wspomniane wyżej doliny, biegnące po obu stronach grzbietu Mont Risoux, uformowane są wzdłuż antyklin.
Grzbiet budują późnojurajskie wapienie wieku kimerydu. W południowej części masywu tworzą one ciąg urwisk, opadających jednym lub dwoma stopniami po 70–100 m wysokości każdy ku północnemu zachodowi, ku francuskim dolinom, zajmowanym przez jeziora Lac des Mortes i Lac de Bellefontaine oraz potok L'Évalude.
Wzdłuż południowo-wschodnich zboczy Mont Risoux ciągnie się synklinalna dolina Joux, którą płynie Orbe, dopływ rzeki Aare w dorzeczu Renu. Na północno-zachodnich zboczach znajdują się źródła rzek Doubs i Brideau (dopływ Saine); te rzeki należą do dorzecza Rodanu. Tak więc Mont Risoux leży w głównym europejskim dziale wodnym: wody płynące na północno-zachodnich zboczach Mont Risoux kończą się na południu w Morzu Śródziemnym, w przeciwieństwie do wód płynących na południowo-wschodnich stokach, kierujących się na północ do Morza Północnego.

## Przyroda ożywiona
Masyw Risoux charakteryzuje się interesującą florą, z dużym udziałem gatunków wapieniolubnych oraz bogatą fauną. Jest w znacznej mierze pokryty lasami. Wśród nich, zwłaszcza po stronie francuskiej, znajduje się jednak szereg polan z letnimi gospodarstwami pasterskimi. Las Risoux (fr. Forêt du Risoux), porastający południowo-wschodnie (szwajcarskie) stoki masywu Risoux, jest uznawany za największy zwarty kompleks leśny w całej Szwajcarii.

## Konotacje historyczne
Od czasów rzymskich pasmo Mont Risoux stanowiło granicę między dwoma okręgami administracyjnymi: Aventicum (dziś Avenches) po stronie helweckiej i Vesontio (dziś Besançon) po stronie galijskiej. Nie istniała precyzyjna linia demarkacyjna, a jako granicę uznawano cały rozległy pas nieprzebytych i w owych czasach bezużytecznych lasów.
W XII w. premonstratensi założyli klasztor w L’Abbaye (fr. l'abbaye du Lac-de-Joux). Rozpoczęły się wówczas długoletnie spory, m.in. o prawo połowu ryb w Lac de Joux oraz korzystania z lasów na Mont Risoux, między premonstratensami a benedyktynami z burgundzkiego opactwa Saint Claude (w Saint Claude na południowym krańcu Jury), z których pierwsi już w VI w. osiedlili się w Le Lieu. Dopiero w 1186 r. cesarz Fryderyk Barbarossa zakończył je, zatwierdzając przebieg granicy wzdłuż grzbietu Mont Risoux. Dekret władz berneńskich z 1646 r. głosił, że w celu obrony Pays de Vaud od strony Franche-Comté las Risoux nie może być naruszany. Aktualny przebieg granicy między Szwajcarią a Francją w masywie Mont Risoux został ustalony w 1825 r. w tzw. protokole z Nyon. Do dziś wyznaczają go w terenie fragmenty kamiennego muru, któremu miejscami towarzyszą słupy, z widoczną od strony francuskiej burbońską lilią.

## Turystyka
Masyw Mont Risoux jest interesującym terenem dla turystów, chociaż jest prawie pozbawiony sieci znakowanych szlaków turystycznych, a znaczne zalesienie skutkuje niewielką ilością miejsc widokowych. Jest dostępny z wielu miejscowości znajdujących się na jego obrzeżu. W poprzek masywu Mont Risoux, z doliny Orbe do doliny Doubs, przechodzi jedynie jedna droga o twardej nawierzchni. Wiedzie z miejscowości Les Charbonnières u północnego krańca jeziora Joux po stronie szwajcarskiej do miejscowości Mouthe po stronie francuskiej. Pokonuje ona grzbiet masywu na przełęczy Col de la Landoz Neuve (1196 m n.p.m.). Poza tym cały masyw opleciony jest gęstą siecią innych dróg leśnych o różnej jakości i leśnych ścieżek, które mogą być wykorzystywane do turystyki pieszej, rowerowej i narciarskiej. W przygrzbietowych partiach masywu, zwłaszcza po stronie szwajcarskiej, znajduje się szereg samoobsługowych schronów turystycznych, będących własnością różnych instytucji i stowarzyszeń.